# Nacionalni park otočja Maddalena
Nacionalni park otočja Maddalena (tal. Parco Nazionale dell'Arcipelago di La Maddalena) geomorski je nacionalni park na uz obalu Sardinije. Park je osnovan 1. travnja 1994. Obuhvaća površinu na kopnu i moru od preko 12.000 hektara i 180 kilometara obale. Ova regija uključuje sve otoke i otočiće unutar teritorija općine La Maddalena, Italija. Područje Nacionalnog parka također predstavljati važan dio međunarodnog morskog parka Prolaza Bonifacio.
Park uključuje neke plaže i ove otoke: La Maddalena, Caprera, Spargi sa Spargiottom, Budelli, Razzoli i Santa Maria i otoci Nibani, Mortorio, Soffi i Camere.
Od sredine 2020. Park je imao jednog  stanovnika. Mauro Morandi živio je u bivšem skloništu iz Drugog svjetskog rata na otoku Budelli od 1989. i djelovao je kao neslužbeni skrbnik. Trebao je biti deložiran do kraja 2020.  Godine 2016., predsjednik parka objasnio je zašto Morandi ne može nastaviti živjeti u parku na neodređeno vrijeme: "[On] simbolizira čovjeka, očaranog elementima, koji odlučuje posvetiti svoj život kontemplaciji i skrbništvu ... "Nitko ne ignorira [njegovu] ulogu u predstavljanju povijesnog pamćenja mjesta ... Ali teško je pronaći ugovorni aranžman za osobu na njegovom položaju". Morandi se nastanio u stanu u Maddaleni i radi na pisanju svojih memoara.

## Vanjske poveznice
|  | Zajednički poslužitelj ima još gradiva o temi Nacionalni park otočja Maddalena |

- Stranice Uprave parka na Parks.it